# Hans Meinhard von Schönberg
Hans Meinhard von Schönberg, född den 28 augusti 1582 i Bacharach, död den 3 augusti 1616 i Heidelberg, var en tysk greve och militär. Han var son till Meinhard von Schönberg och far till Friedrich von Schomberg.
Hans Meinhard von Schönberg framträder i offentligheten 1609, då kurfurst Fredrik IV av Pfalz sände honom till Österrike på ett diplomatiskt uppdrag. Detta utförde han så väl, att Brandenburg och Neuburg strax efteråt sände honom till Nederländerna, för att övertala Generalstaterna till ett aktivt ingripande i upptakten till jülichska tronföljdskriget. Tackskrivelser från hans uppdragsgivare visar att de var nöjda med hans insats. Strax efteråt deltog Schönberg i Düsseldorf i förhandlingarna med det franska sändebudet Bongars och erhöll kommandot över det till furstarna av holländarna överlämnade regementet. Han deltog i belägringen av Jülich och bidrog till att den lyckades. Den 2 september 1610 måste stadens kommendant, Johann von Rauschenberg, kapitulera och överlämna staden i belägrarnas händer. 
Den 22 februari 1611 trädde Schönberg i tjänst hos kurfurst Johan Sigismund av Brandenburg, som gav honom befälet över sin i de rhenska besittningarna uppsatta artillerikår. Kårens garnisonsstad var Wesel. Våren 1611 sände kurfursten honom till Böhmen som sändebud till ärkehertig Mattias, för att fördjupa klyftan mellan denne och brodern, kejsar Rudolf. Efter att ännu en gång ha rest till Haag övervakade han fästningsbygget i Mannheim och den 1 november 1611 blev han hovmästare hos den pfalziske kurprinsen. Därjämte utförde Schönberg flera diplomatiska uppdrag i Bryssel, i Haag och 1612 i England för att ratificera äktenskapsfördraget mellan kurprinsen och Elisabet Stuart. På denna resa lärde han känna Anna Sutton-Dudley, dotter till Edward Sutton, 5:e baron Dudley, som han äktade den 22 mars 1615 i London.